# Мария Тюдор в культуре и искусстве
Мари́я I Тюдо́р — первая коронованная королева Англии (1553—1558), королева Ирландии (1553—1558), королева Испании (1556—1558). В истории Великобритании воспринимается в основном негативно, она получила прозвище Мария Кровавая из-за многочисленных казней и Мария Католичка из-за попыток восстановить влияние католической церкви. Несмотря на недолгий период правления, Мария Тюдор стала ярким историческим персонажем, что нашло отражение в различных сферах культуры и искусства.

## Прижизненные портреты
- <предположительно>
Ганс Гольбейн-младший,
1536
- «Мастер Джон»,
1544
- <предположительно>
Уильям Скротс[англ.],
1550
- Ганс Эворт,
1554
- Антонис Мор,
1554
- Джакомо Ниццола[исп.],
1550-е годы

В молодости Марию Тюдор изображали Ганс Гольбейн-младший и «Мастер Джон», в 1550 году Уильям Скротс, в период её правления — Ганс Эворт, написавший три разных портрета, и Антонис Мор. В отличие от многочисленных портретов Елизаветы, выполненных в броском национальном английском стиле, портреты Эворта и Мора в той или иное мере воспроизводят манеру Тициана и принадлежат не новому времени, но уже завершающейся эпохе Возрождения.
Самый ранний из надёжно атрибутированных портретов Марии написал в 1544 году «мастер Джон». На этом портрете 28-летняя Мария всё ещё красива, но её лучшие годы уже позади. Невыразительные глаза, опущенные вниз уголки рта — признаки душевных страданий, перенесённых в 1530-е годы. Эти же черты, запечатленные на позднейших портретах, определили восприятие образа Марии историками. Джеффри Элтон считал, что на них изображена «желчная и ограниченная» женщина, полная противоположность своим отцу, брату и сестре. Пенри Уильямс писал, что Мария Эворта и Мора — «хмурая, блёклая и подавленная [женщина], лишённая искры образа Божия» и королевского величия; это «обыкновенная женщина, способная завоевать наши симпатии, но не внушающая почтения».
Самым выразительным из прижизненных изображений королевы является портрет в технике кьяроскуро, написанный Антонисом Мором по заказу Карла V в 1554 году, вскоре после бракосочетания с Филиппом (в 1557 году этот портрет был массово воспроизведён в анонимном парном изображении Филиппа и Марии). Мор, придворный живописец Карла и Филиппа, не был ничем связан с английским обществом и не был заинтересован в лакировке образа Марии; вероятно, что натурализм его картины была продиктован самим заказчиком. На портрете Мора Мария, уже немолодая женщина, сидит в естественной позе, её лицо ярко освещено, черты лица — неправильные. Брошь на шее Марии, украшенная легендарной жемчужиной — свадебный подарок Габсбургов, роза в её правой руке — эмблема дома Тюдоров и одновременно эмблема девы Марии, а потому, возможно, и намёк на ожидаемую беременность королевы. Если это предположение верно, то Мария на этом портрете — не самостоятельный правитель, а лишь супруга короля из дома Габсбургов.
В правление Марии ходили лубочные карикатуры, изображавшие «кровавую» королеву в образе самки со множеством сосков, выкармливающих епископов, попов и испанцев. Историк XVIII века Томас Карт писал, что в дома вельмож и самой королевы тайно подбрасывали прокламации, на которой Мария была изображена «голой, тощей, морщинистой и усохшей, с дряблыми и невероятно отвисшими грудями…». Анонимные авторы поясняли читателю, что королева выглядит так потому, что толпящиеся у трона испанцы обобрали её, оставив лишь кожу да кости.
Прижизненные скульптурные портреты Марии в профиль выполнил придворный медальер Габсбургов Джакомо Ниццола (исп. Jacome da Trezzo, Jacometrezzo), приезжавший в Лондон в 1554 году. Дошла до наших дней и погребальная эффигия Марии. Деревянная голова этой эффигии выставлена в постоянной экспозиции Вестминстерского аббатства.

## «Мария Тюдор» Виктора Гюго
Самое известное литературное произведение о королеве Марии — романтическая драма «Мария Тюдор» Виктора Гюго фр. Marie Tudor, начатая писателем перед Июльской революцией 1830 года и поставленная в 1833 году.

Действие пьесы происходит в Лондоне, незадолго до приезда Филиппа. Сюжет пьесы полностью вымышлен: трое из четырёх главных действующих лиц не имеют исторических прототипов, но имена двух из них (Джейн и её жениха Гилберта) открыто перекликаются с реальными Джейн Грей и Гилфордом Дадли. По сюжету, Мария состоит в интимной связи с итальянцем Фабиано Фабиани. Всесильный фаворит Фабиани, которого опасаются и имперский посол Симон Ренар, и лорд-адмирал Клинтон, соблазняет сироту Джейн, чтобы завладеть её наследством. В приступе ревности Мария предлагает Гилберту союз против бывшего любовника. После того, как Фабиани и Гилберт оказываются в застенках Тауэра, Мария пытается спасти Фабиани, а Джейн — Гилберта. «Мария Тюдор» — единственная пьеса Гюго со счастливой развязкой: Гилберт возвращается к Джейн, Фабиани гибнет на эшафоте по воле Ренара: 
Королева: А Фабиано?
Симон Ренар: Казнён.
Королева: Казнен?.. Казнен! Кто осмелился?
Симон Ренар: Я. Я спас королеву и Англию. 
Перевод М. Замаховской
«Мария Тюдор», одна из самых сценических пьес Гюго, послужила основой для двух опер и двух кинофильмов. Первая опера, «Мария, королева Англии», была написана Джованни Пачини на либретто Леопольдо Тарантини, весьма вольно переложившего оригинал Гюго. Опера Пачини стала последней в череде «королевских» опер итальянских композиторов на средневековые английские сюжеты («Мария Стюарт», «Анна Болейн» и т. п.). После успешной премьеры в Палермо в 1843 году «Мария, королева Англии» исполнялась около десяти лет, а затем была забыта. Попытки восстановить оперу предпринимались в 1983 году в Англии и в 2012 году в Германии. Вторая опера, «Мария Тюдор», была написана бразильцем Антониу Гомесом и впервые поставлена в «Ла Скала» в 1879 году. Миланская премьера провалилась, опера Гомеса больше никогда не ставилась в Европе, но с успехом шла на бразильской сцене.

## Образ Марии Тюдор в литературе
Бельгийский писатель Шарль де Костер в своем многоплановом романе Легенда о Тиле Уленшпигеле (1867), рисующем картины жизни Фландрии во времена борьбы ее народа против испанского господства, описывает Марию Тюдор как бесплодную похотливую женщину, которая пытается пробудить ответные чувства у своего супруга-консорта Филиппа, будущего короля Испании. В одной из глав романа воспроизводится переписка Филиппа со своим отцом Карлом V, в которой обсуждается королева, ее поступки и мотивации.

## В кино и на телевидении
В истории кинематографа было несколько волн интереса к эпохе Тюдоров, прежде всего к историям Елизаветы, Марии Стюарт и Генриха VIII. Первая из этих волн эпохи звукового кино началась в 1935 году и иссякла с началом Второй Мировой войны, вторая началась в 1953 году и продолжалась почти двадцать лет. Затем, после долгого перерыва, в 1998 году вышла «Елизавета» с Кэти Бёрк в роли Марии — так началась очередная волна, продолжающаяся в 2010-е годы. Мария Тюдор появляется во множестве исторических фильмов и телесериалов, но по данным составителей справочника «Тюдоры в кино и на телеэкране» (2013) лишь в трёх постановках её персонаж стал главным: это французский немой фильм 1912 года Marie Tudor с Жанной Делвер в главной роли, одноимённый французский телефильм 1966 года  c Франсуазой Кристоф (оба по пьесе Гюго) и британский телефильм 2008 года The Twisted Tale of Bloody Mary («Тёмная история Кровавой Мэри») с Мирандой Френч.
Все остальные художественные постановки делятся на две группы. В фильмах, действие которых происходит в эпоху Генриха VIII, молодая принцесса Мария обычно является положительным персонажем второго плана. Это, например, кинофильмы «Тысяча дней Анны» (1969), «Ещё одна из рода Болейн» (2008) и сериалы «Шесть жён Генриха VIII» (BBC, 1970), «Генрих VIII» (2003), «Роза Тюдоров» (2008) и «Тюдоры» (2007—2010). В фильмах о Елизавете и елизаветинской эпохе королева Мария — важный, но вспомогательный персонаж. Фильмы, вводящие «кровавую Марию» в завязку истории Елизаветы — «Королева-девственница» (1923) и одноимённый сериал 2006 года, «Роза Тюдоров» (1936), «Жемчужины короны» (1937), «Елизавета» (1998) и многие другие вплоть до сериала 2022 года «Становление Елизаветы». В экранизациях «Принца и нищего» Марка Твена (действие романа происходит в 1547 году, непосредственно перед и после смерти Генриха VIII) Мария по воле режиссёров выступает в обеих ролях — и «доброй принцессы», и будущей «кровавой Мэри».
Взаимоотношения Марии и её супруга Филиппа Испанского подробно описываются в заключительных сериях испанского телесериала «Карлос, король и император».
В документальных фильмах Мария Тюдор обычно предстаёт в упрощённом викторианском образе мстительного и ненавидимого народом тирана. Например, в 25-минутном фильме, вышедшем в 2002 году на канале Discovery в серии «Худшие люди в истории» (The Most Evil Men and Women in History) участвуют современные историки, давшие личности Марии взвешенные оценки, — Джон Купер, Стивен Ганн, Дэвид Лодс и Дэрмейд Маккалок. Однако мелодраматический сценарий фильма ставит Марию в один ряд с современными тиранами, а его ведущий делает «выводы», противоречащие мнению историков: о том, что «нация объединилась против королевы» и так далее.

## Комментарии
1. ↑  Тициан был личным портретистом Филиппа II с 1549 года. Прямые и косвенные связи Тициана с двором Филиппа и Марии рассматриваются в Hope, Charles. Titian, Philip II and Mary Tudor // England and the Continental Renaissance: Essays in Honour of J.B. Trapp. — Boydell & Brewer, 1990. — P. 53—66. — 322 p. — ISBN 9780851152707.
2. ↑  Эта жемчужина, одна из крупнейших в мире, принадлежала последовательно португальским, испанским и английским монархам и бесследно исчезла в XVII веке. В 2004 году «жемчужина Марии Тюдор» объявилась в Лондоне — см. Giant pearl linked to Bloody Mary (12 мая 2013). Дата обращения: 25 ноября 2013. Архивировано из оригинала 3 декабря 2013 года.
3. ↑  Англичане называли «испанцами» всех подданных Карла V и Филиппа II на имперской службе, независимо от их происхождения. В свиту Филиппа входили уроженцы всех частей империи; второй после Филиппа «испанец» Симон Ренар родился во Франш-Конте.
4. ↑  В пьесе Джошуа Фарнеби (вымышленный персонаж) говорит, что «Королева должна сочетаться браком с испанским принцем». В том же монологе есть анахронизм: «А Педжет просто ничтожество. Сын башмачника. Его скоро сделают бароном Педжетом де Бодезер в Стаффорде». Реальный Уильям Пэджет стал бароном в 1549 году, см. The Complete Peerage of England, Scotland, Ireland, Great Britain and the United Kingdom, Extant, Extinct or Dormant, vol. X. — 2000. — P. 276.
5. ↑  Составитель справочника ошибочно включил в этот список американский фильм 1922 года When Knighthood Was in Flower по одноимённому роману Чарлза Мейджора. Мария Тюдор этого фильма — не королева Мария, а её тёзка Мария, дочь Генриха VII и бабка Джейн Грей. В описании собственно фильмов по роману Мейджора персонаж атрибутируется правильно (см. с. 235—236).